# Loonarbeid
Loonarbeid of (arbeid in) loondienst is formele arbeid die wordt verricht voor loon. Het betekent dat iemand arbeid voor een ander verricht, waarvoor loon wordt betaald.
Loonarbeid wordt verricht na afsluiting van een arbeidsovereenkomst met de werkgever waarin van beide kanten zaken zijn vastgelegd. In Nederland zijn ook in collectieve arbeidsovereenkomsten (cao's) zaken vastgelegd na onderhandelingen tussen vakbonden en werkgeversorganisaties. Dit gebeurt dan vaak per beroepsgroep.
Arbeid in loondienst onderscheidt zich van zelfstandige beroepsarbeid door de arbeidsrelatie tussen een werknemer en een werkgever waarbij sprake is van een gezagsverhouding met de werknemer in een ondergeschikte rol. De werknemer stelt daarbij zijn of haar arbeidsvermogen of arbeidskracht beschikbaar in ruil voor een vergoeding. In de arbeidsovereenkomst wordt dus niet de arbeidsprestatie vastgelegd, deze wordt door de werkgever later vastgesteld via de arbeidsorganisatie. Om niet voor elke specifieke taak een apart contract op te stellen moet de arbeidsrelatie over enige flexibiliteit beschikken.
In de meeste West-Europese landen valt de grootste groep werkenden onder loondienst. Buiten de westerse wereld zijn grote delen nog zelfvoorzienend, maar daarbinnen vormt loonarbeid voor de meerderheid van de bevolking de bron van inkomen.

## Belangen
De werkgever en werknemer hebben gedeelde belangen. Beiden hebben een belang bij het voortbestaan van de onderneming en als er sprake is van winstdeling ook bij winst. Er zijn echter ook tegengestelde belangen.
Voor de werkgevers geldt dat de loonkosten zo laag moeten zijn dat de onderneming een goede concurrentiepositie heeft en dat de geleverde arbeidsprestatie maximaal is. Daarnaast zijn zij gebaat bij zo min mogelijk barrières om werknemers te ontslaan zodra deze niet meer nodig zijn. Marx stelde dat arbeid noodzakelijk was om kapitaal te laten groeien en dat de kapitalist zich een onevenredig deel van de winst toe-eigende.
Voor werknemers geldt juist dat de inzet zo minimaal mogelijk moet zijn bij een maximale beloning. Idealiter sluiten de werktijden zo veel mogelijk aan bij de behoeftes in het privéleven en is er voldoende tijd voor vrijetijdsbesteding. Ook is de werkzekerheid van belang.

## Geschiedenis
Loonarbeid is een relatief nieuwe ontwikkeling die mogelijk werd door de monetarisering van de middeleeuwse economie. Naast zelfstandige beroepsarbeid werd daardoor in toenemende mate loonarbeid mogelijk. Het was echter vooral vanaf de industrialisatie dat loonarbeid meer en meer toenam. De industrialisatie bracht niet alleen veranderingen in het productieproces door mechanisatie, maar ook in de productieorganisatie zoals de invoering van het fabriekssysteem. Er ontstond een arbeidsmarkt waar arbeiders die zelf geen productiemiddelen bezitten om zelfstandig in hun levensonderhoud te kunnen voorzien hun arbeidskracht aanbieden aan een ondernemer of fabrikant. Het doel van de arbeid werd niet meer het product zelf, maar de beloning.
Waar Karl Marx de rol van de werkgever als negatief zag, had Frederick Taylor had juist een negatief oordeel over de arbeider. Deze zou de productie bewust beperken tot een niveau dat redelijk werd geacht ten opzichte van het loon. Met zijn wetenschappelijke bedrijfsvoering moest dit opgelost worden.
Henry Ford voerde dit nog verder door met wat later fordisme werd genoemd. Met zijn lopende band kon hij het werktempo dwingend bepalen. De rationalisering van het productieproces bleek een succes en steeg van 19.000 in 1908 tot 308.000 in 1914. De behoeftes van de mens werden hierbij echter niet meegenomen. De arbeidskwaliteit was gering, onder andere door de autonomiedestructie; de arbeider kreeg van bovenaf opgedragen hoe hij welke werkzaamheden uit moest voeren. De beoogde rationaliteit was daarmee niet volledig, wat bleek uit het enorme personeelsverloop dat in 1914 op 400% lag. Met een grote loonsverhoging wist hij daarna werknemers aan zich te binden. Waar bij Taylor de binding tussen werkgever en -nemer minimaal was, investeerde Ford onder meer in opleidingen. Ook zag hij dat een verbetering van de koopkracht ten goede kwam aan de ondernemers. Massaproductie maakte daarmee massaconsumptie mogelijk.

### Vervreemding
Aanvankelijk was er sprake van deregulering van die arbeidsmarkt om vrije concurrentie en arbeidsmobiliteit te bevorderen. De beschermende regels van de gilden verdwenen en arbeiders werd met coalitieverboden verboden zich te verenigen in belangenorganisaties. Met het fabriekssysteem veranderden ook de arbeidsomstandigheden. De arbeid werd niet meer thuis maar in de fabriek uitgevoerd op tijden die werden vastgesteld door de werkgever. Dat vergde een ander arbeidsethos waarbij de socioloog Max Weber een verband legde met de protestantse ethiek. Arbeid was daarin een doel werd op zichzelf, waarmee de weg werd bereid voor het kapitalisme.
Door het fabriekssysteem met zijn verregaande arbeidsdeling veranderde ook de aard van het werk. Het werk in fabrieken vereiste weinig kennis en vaardigheden, zodat arbeiders inwisselbaar werden. De vakarbeider die een product in zijn geheel fabriceerde, werd vervangen door geoefende arbeiders die deeltaken uitvoerden. Marx stelde dan ook in zijn Parijse manuscripten dat loonarbeid en particuliere eigendom noodzakelijk leiden tot vier vormen van vervreemding bij de arbeider:
- vervreemding van zijn product, dat hem door de kapitaalbezitter wordt afgenomen;
- vervreemding van zijn arbeid, die niet hemzelf toebehoort omdat hij deze verkocht heeft. Hij heeft geen inspraak in het productieproces, en lijdt onder het monotone fabriekswerk;
- vervreemding van zijn mens-zijn, zijn soortelijk bestaan (Gattungswesen), omdat de arbeid, de beheersing over de natuur die mensen kenmerkt, tot slechts een middel van bestaan gereduceerd wordt;
- vervreemding van zijn medemens; de concurrentie zet mensen als vijanden tegenover elkaar.

De homo faber of werkende mens wordt animal laborans, het arbeidende dier, een concept dat Arendt uitwerkte. Bij gebrek aan binding met de arbeid bood consumptie een alternatief als motivatie.

### Kostwinnersmodel
In de burgerlijke samenleving ontstond naast het moderne arbeidsbestel ook het kostwinnersmodel met een grote nadruk op vrouw-man-verschillen. De gehuwde vrouw moest zich volledig bezighouden met gezin en huishouden. Illich noemde dit schaduwarbeid en stelde dat loonarbeid slechts mogelijk is dankzij het bestaan hiervan. Aanvankelijk was er nog geen sprake van buitensluiting aangezien er nog een economische noodzaak was voor vrouwen en kinderen om te werken. Gaandeweg werden vrouwen echter steeds meer buitengesloten. Soms was dit impliciet, maar het kwam ook voor in expliciete vorm, zoals het arbeidsverbod dat in Nederland gold tot 1957 voor gehuwde vrouwen in overheidsdienst. Hoewel de arbeidsparticipatie en het opleidingsniveau van vrouwen tegenwoordig sterk is gestegen, hebben zij op de arbeidsmarkt nog steeds een achterstand.

### Regulering
Waar de liberalen aanvankelijk dachten dat de markt zichzelf kon reguleren, kon men uiteindelijk niet om de slechte arbeidsomstandigheden heen. In de arbeidsverhoudingen bleken de werkgevers een veel sterkere partij. De overheid begon in te grijpen in de sociale kwestie. Aanvankelijk was dit vooral bescherming van de zwakke groepen, maar dit werd gaandeweg uitgebreid. Na de opheffing van de coalitieverboden verenigden werknemers zich in vakbonden. Onderhandelingen over de arbeidsvoorwaarden konden nu collectief plaatsvinden, waarmee de positie van de werknemer versterkt werd. Zo ontstond uiteindelijk het moderne arbeidsbestel.

### Nieuw arbeidsbestel
Het moderne arbeidsbestel werkte goed in de periode na de Tweede Wereldoorlog. In toenemende mate wordt het tayloristische organisatiemodel echter als een belemmering gezien. Ook veranderde vanaf de jaren zestig het arbeidsethos van een plicht tot arbeid naar een ideaal van zelfontplooiing. Vanuit de werkgevers ontstonden steeds meer neoliberale ideeën van deregulering en flexibilisering van de arbeid. Hoewel er wel sprake is van vernieuwingen, zijn deze echter minder drastisch dan eerder werd voorzien.

## Sociale ongelijkheid
Ondanks de kansen die loonarbeid biedt, is de moderne arbeidsmarkt niet vrij van sociale ongelijkheid. Zo ervaren vrouwen belemmeringen in hun carrièrepad door het zogeheten glazen plafond en is er nog steeds sprake van een loonkloof tussen mannen en vrouwen. Ook discriminatie op basis van etnische achtergrond is een aanhoudend probleem. Om deze ongelijkheden tegen te gaan, worden maatregelen ingezet zoals positieve discriminatie en het instellen van vrouwenquota.